# Nicolas Bürgy
Nicolas Bürgy (sinh ngày 7 tháng 8 năm 1995) là một cầu thủ bóng đá người Thụy Sĩ thi đấu cho FC Thun.